# Gosz
Gosz – wieś w Armenii, w prowincji Tawusz. W 2011 roku liczyła 1115 mieszkańców.